# Cold Snap
| Recensione              | Giudizio |
| ----------------------- | -------- |
| AllMusic                |          |
| Robert Christgau        | B        |
| Dizionario del Pop-Rock |          |

Cold Snap è un album del bluesman statunitense Albert Collins, pubblicato dalla Alligator Records nel dicembre del 1986
L'album ricevette una nomination al Grammy Awards 1987 come miglior album blues tradizionale.

## Tracce

### LP (1986, Alligator Records, AL 4752)
Lato A (AL 4752-A)
1. Cash Talkin' (The Workingman's Blues) – 4:30 (Odell McLeod)
2. Bending Like a Willow Tree – 4:23 (Lowell Fulson)
3. A Good Fool Is Hard to Find – 4:15 (Gloria Houston, Nina Shackleford)
4. Lights Are on But Nobody's Home – 5:59 (Albert Collins)

Durata totale: 19:07
Lato B (AL 4752-B)
1. I Ain't Drunk – 4:06 (Joe Liggins)
2. Hooked on You – 4:23 (John George Brady)
3. Too Many Dirty Dishes – 6:52 (John Newton)
4. Snatchin' It Back – 3:33 (Clarence Carter, George Jackson)
5. Fake I.D. (strumentale) – 3:46 (Albert Collins)

Durata totale: 22:40

## Formazione

### Gruppo
- Albert Collins – chitarra, voce
- Mel Brown – chitarra ritmica
- Jimmy McGriff – organo
- Allen Batts – tastiere (brani: A2, B1 e B3)
- Johnny B. Gayden – basso
- Morris Jennings – batteria, percussioni

### Altri musicisti
The Uptown Horns
- Crispin Cioe – sassofono alto, sassofono baritono
- Bob Funk – trombone
- Arno Hecht – sassofono tenore
- Hollywood Paul Litteral – tromba

### Produzione
- Albert Collins, Bruce Iglauer e Dick Shurman – produzione
- Registrazioni (e mixaggio) effettuate al Streeterville Studios di Chicago (Illinois)
- Justin Niebank – ingegnere delle registrazioni e del mixaggio
- J. Dawson Miller – assistente ingegnere delle registrazioni e del mixaggio
- Skip Williamson – design copertina album originale
- Paul Natkin/Photo Reserve – foto copertina frontale e interne dell'album originale
- Susan Mattes – foto retrocopertina album originale
- Bruce Iglauer – note retrocopertina album originale[5]